# Сергеева, Людмила Афанасьевна
Людмила Афанасьевна Сергеева (10 февраля 1934, Ленинград — 1 марта 2000, Санкт-Петербург) — советская и российская художница, график, мастер эстампа, художник книги и иллюстратор, акварелист и живописец.

## Биография
Людмила Сергеева — художник-экспериментатор, куратор ряда выставок печатной графики и автор нескольких статей по искусству эстампа. Член Союза художников СССР по секции графики (1978—2000). Заметный представитель левого крыла ЛОССХа. Основные жанры — натюрморт, пейзаж, анималистика. В литографии и резцовой гравюре создала не одну серию композиций на библейские сюжеты. В 1980-е гг. значительная часть работ была написана Сергеевой в творческих командировках по России, Средней Азии и Северному Кавказу. На протяжении всей творческой жизни она много и разнообразно работала в различных техниках печатной графики (офорт, литография, резцовая гравюра, сухая игла).
Училась в детской художественной студии. Окончила графический факультет Ленинградского института живописи, скульптуры и архитектуры имени И. Е. Репина (1956—1963), мастерская А. Ф. Пахомова. Дипломная работа — эстампная серия к сказке Х. К. Андерсена Русалочка (офорт и 5 литографий).
Преподавала рисунок на графическом факультете РГПУ Герцена (1964—1967 гг.). С 1967 г. по 1974 г. преподавала в ДХШ № 1 (наб. реки Фонтанки, 18. Санкт-Петербург). Вела занятия по рисунку и печатной графике в Ленинградском высшим художественно-промышленным училище им. В. И. Мухиной (1974—1978 гг.). Как художник-иллюстратор сотрудничала с журналом Нева. Л. А. Сегеева была членом объединения и постоянным экспонентом выставок художников-литографов «Экспериментальной мастерской-студии им. Н. А. Тырсы» (1990—1996 гг.) и экспонентом выставки группы ленинградских графиков «Цех». В 1990 г. около 50 произведений Сергеевой поступило в собрание отдела гравюры Государственного Русского музея (Санкт-Петербург).
Тринадцать лет работала в творческой мастерской в Доме Бенуа на Каменностровском проспекте (1980—1993 гг.), затем, в мастерской Дома художников на Песочной набережной (1994—2000 гг.).
Похоронена на Красненьком кладбище в Санкт-Петербурге.

## Персональные выставки
Первая персональная выставка художницы, состоявшаяся в 1973 г., была закрыта властями за формализм. Л. А. Сергеева участник многих групповых и персональных выставок в России и за рубежом.
- 2000 г. Людмила Сергеева. Ретроспектива. Мраморный дворец. Государственный Русский музей[5] (Санкт-Петербург).
- 1999 г. Ретроспектива. Санкт-Петербургский Союз художников. Санкт-Петербург.
- 1998 г. Музей «Царскосельская коллекция». Пушкин.
- 1996 г. Государственный музей городской скульптуры. Санкт-Петербург.
- 1991 г. Графика. Генеральное консульство США. Ленинград.
- 1983 г. Графика. Голубая гостиная. ЛОСХ. Ленинград.
- 1973 г. Живопись и Графика. Выборгский дворец культуры. Ленинград.

## Работы в музейных собраниях
- Государственный Русский музей (Санкт-Петербург).
- Отдел эстампов Российской национальной библиотеки (Санкт-Петербург).
- Государственный музей городской скульптуры. Санкт-Петербург.
- Музей «Царскосельская коллекция». Пушкин.
- Hans Christian Andersen Museum. Odense.
- Музей Гиме (Париж).